# Електронна схема

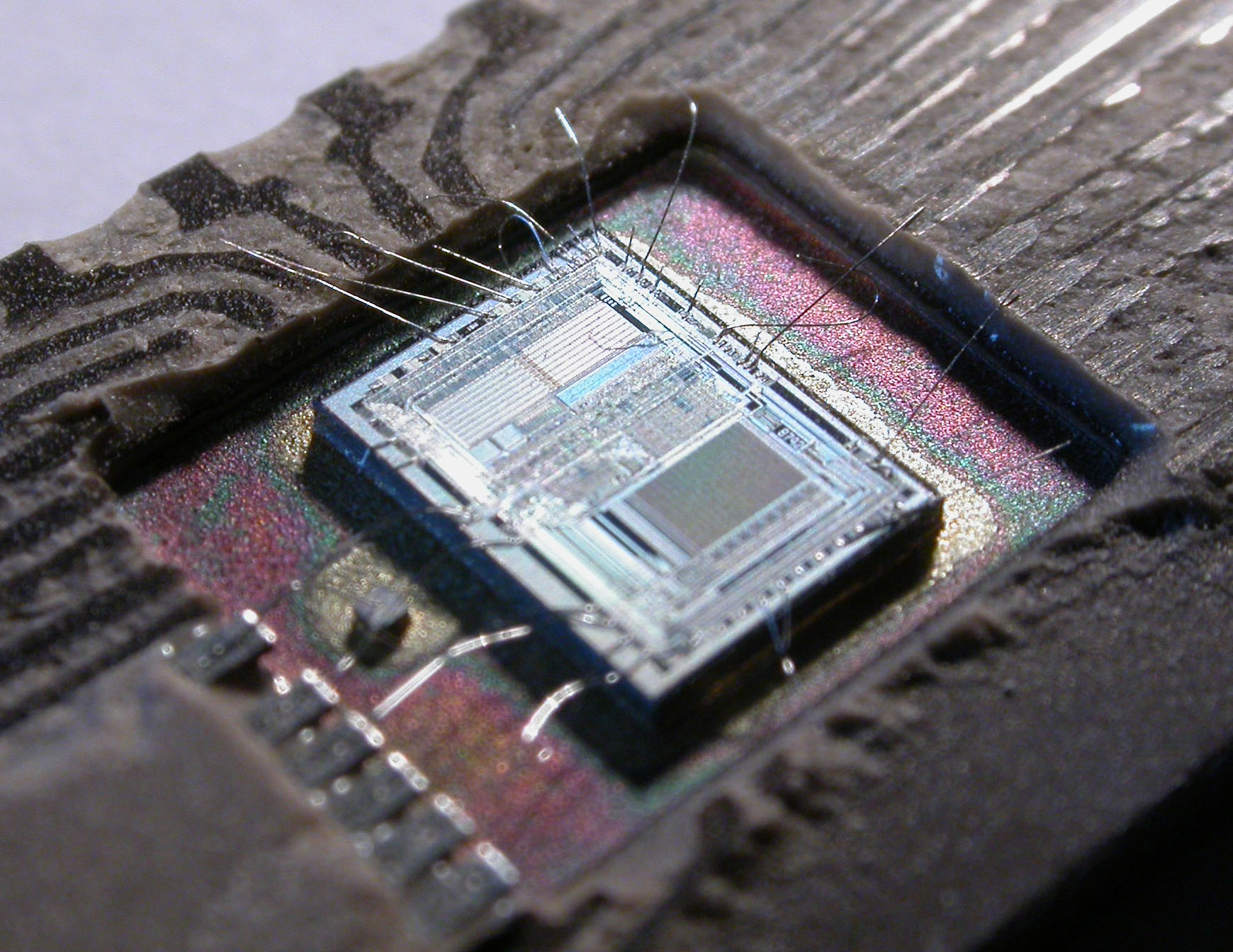
Інтегральна схема Intel 8742, 8-ми бітовий мікроконтролер, що включає центральний процесор, 128 байт RAM, 2048 байт EPROM, і порти вводу-виводу

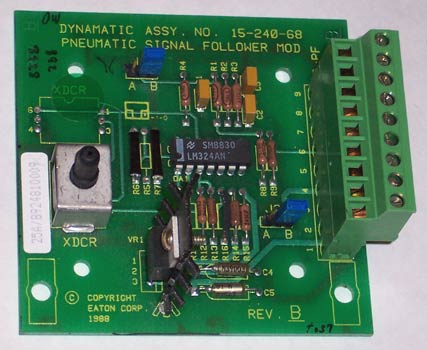
Друкована плата з електронною схемою

Електронна схема — це система з'єднаних між собою окремих електронних компонентів, таких як резистори, конденсатори, діоди, транзистори та індуктивності. Різні комбінації компонентів дозволяють виконувати безліч як простих, так і складних операцій, таких як підсилення сигналу, обробки та передачі інформації і т.д. Електронні схеми будуються на базі дискретних компонентів, а також мікросхем, які можуть об’єднувати багато різних компонентів на одному напівпровідниковому кристалі. З'єднання між елементами виконуються за допомогою дротів, проте нині частіше застосовуються друковані плати, коли на ізолюючій основі різними методами (наприклад, фотолітографією) створюються доріжки, що проводять, і контактні майданчики, до яких припаюються компоненти.
Для розробки і тестування електронних схем використовуються макетні плати, що дозволяють при необхідності швидко вносити зміни в електронну схему.
Зазвичай, електронні схеми класифікуються на аналогові, цифрові, а також гібридні (змішані).

## Аналогові схеми

Принципова схема простого підсилювача — приклад аналогової схеми

У аналогових електронних схемах напруга і струм можуть змінюватися безперервно в часі, відбиваючи яку-небудь інформацію. У аналогових схемах існують два базові поняття: послідовне і паралельне з'єднання. При послідовному з'єднанні, прикладом якого може бути новорічна гірлянда, через усі компоненти в ланцюжку проходить один і той же струм. При паралельному з'єднанні на виводах усіх компонентів створюється одна і та ж електрична напруга, але струми через компоненти розрізняються: сумарний струм ділиться відповідно до опору.

Проста схема, що містить батарею, резистор і сполучні дроти, демонструє застосування законів Ома і Кірхгофа для розрахунку електричного кола

Основними елементами для побудови аналогових пристроїв є резистори (опори), конденсатори, індуктивності, діоди, транзистори, а також сполучні провідники. Аналогові схеми представляються у вигляді принципових електричних схем. За кожним елементом закріплено стандартне позначення: наприклад, провідники позначаються лініями, резистори — прямокутниками тощо.
Електричні кола підкоряються правилам Кірхгофа:
- алгебраїчна сума струмів у будь-якому вузлі кола дорівнює нулю;
- алгебраїчна сума падінь напруги по будь-якому замкнутому контуру кола дорівнює алгебраїчній сумі ЕРС, діючих уздовж цього ж контуру. Якщо в контурі немає ЕРС, то сумарне падіння напруги дорівнює нулю.

При аналізі реальних схем слід враховувати паразитні елементи: так, у реальних сполучниках провідників існує опір і індуктивність, декілька провідників, що пролягають поруч, утворюють місткість тощо.

## Цифрові схеми
У цифрових схемах сигнал може приймати тільки декілька різних дискретних станів, які зазвичай кодують логічні або числові значення. У переважній більшості випадків використовується бінарна (двійкова) логіка, коли одному певному рівню напруги відповідає логічна одиниця, а іншому — нуль. У цифрових схемах широке застосування знаходять транзистори, з яких будуються логічні вентилі: І, АБО, НЕ і їх різні комбінації. Також, на базі транзисторів створюються тригери — осередки, які можуть знаходиться в одному з декількох стійких станів, і перемикаються між ними при поданні зовнішнього сигналу. Останні можуть бути використані як елементи пам'яті: наприклад, SRAM (статична оперативна пам'ять з довільним доступом) зроблена на їх основі. Інший тип пам'яті — DRAM — заснований на здатності конденсаторів запасати електричний заряд.
Цифрові схеми в порівнянні з аналоговими тій же складності значно простіші в розробці і аналізі. Це пов'язано з тим, що логічні вентилі на виході видають тільки певні рівні напруги, і розробникові не потрібно піклуватися про спотворення, посилення, зміщення напруги і інші аспекти, які необхідно враховувати при розробці аналогових пристроїв. З цієї причини, на основі логічних елементів можуть створюватися надскладні схеми з величезною мірою інтеграції елементів, мільярди транзисторів, що утримують на одному кристалі, вартість кожного з яких виходить достатньо малою. Саме це багато в чому і визначило розвиток сучасною електронікою.

## Аналого-цифрові схеми
Змішані схеми об'єднують елементи, що належать до аналогової і цифрової схемотехніки. Серед інших, до них належать компаратори, мультивібратори, ФАПЧ, ЦАП, АЦП. Більшість сучасних радіоприладів і засобів зв'язку використовують аналого-цифрові схеми. Приміром, приймач може складатися з аналогових підсилювача і перетворювача частот, після чого сигнал може бути перетворений в цифрову форму для подальшої обробки.